# Internationaler Tag gegen weibliche Genitalverstümmelung
Der Internationale Tag gegen weibliche Genitalverstümmelung (englisch International Day of Zero Tolerance to Female Genital Mutilation) ist ein jährlich am 6. Februar begangener internationaler Aktionstag. Er soll auf das Schicksal von Frauen und Mädchen aufmerksam machen, an denen Genitalverstümmelungen vorgenommen wurden oder die davon bedroht sind.
Der Tag wurde im Jahr 2003 von Stella Obasanjo, der damaligen First Lady von Nigeria, ausgerufen. Von der UN-Menschenrechtskommission wurde der Tag im Jahr 2012 zum internationalen Gedenktag erklärt.

Prozentualer Anteil der 0- bis 14-Jährigen mit Genitalverstümmelung. Zahlen 2016 von Unicef publiziert.

Prozentualer Anteil der 15- bis 49-Jährigen mit Genitalverstümmelung. Zahlen 2016 von Unicef publiziert.

Die genaue Zahl der Betroffenen ist unbekannt. UNICEF stellte im Jahr 2016 einiges Zahlenmaterial zusammen und veröffentlichte es in einer gesonderten Broschüre. Basis war ein eigens von UNICEF entwickeltes Instrument zur Datenerfassung, genannt Multiple Indicator Cluster Surveys (MICS). Die Zahl der Länder, die mit UNICEF zusammenarbeiten und repräsentative Daten vorlegen, nehme zu. UNICEF geht aufgrund der ausgewerteten Daten von weltweit mindestens 200 Millionen Betroffener in 30 Ländern aus, darunter 44 Millionen Mädchen unter 15 Jahren. Mehr als die Hälfte der Betroffenen leben in drei Ländern (Indonesien, Ägypten und Äthiopien). Insgesamt 21 Länder beteiligen sich an Genitalverstümmelungen bei der Altersgruppe der 0- bis 14-Jährigen und 29 Länder bei Altersgruppe der 15- bis 49-Jährigen. Mehrheitlich wurde diese Praxis in Ländern, die Daten vorlegen, für beendigungswürdig gehalten und zwar von 67 Prozent der Frauen und von 63 Prozent der Männer. Seit 2014 unterhält UNICEF unter dem Titel No Time To Lose eine gesonderte Website mit Zahlenmaterial u. a. zu den Genitalverstümmelungen.
Die Bundeszentrale für politische Bildung machte am 6. Februar 2018 auf den Gedenktag aufmerksam und teilte mit, auch die Weltgesundheitsorganisation (WHO) gehe von weltweit über 200 Millionen beschnittener Frauen und Mädchen aus. Darüber hinaus wären jährlich drei Millionen Mädchen gefährdet, Opfer einer Beschneidung zu werden.
Die Menschenrechtsorganisation Terre des Femmes geht davon aus, dass weltweit „150 Millionen Frauen und Mädchen an ihren Genitalien verstümmelt“ seien. Auf der Grundlage von Hochrechnungen gibt Terre des Femmes jährlich aktuelle Zahlen Gefährdeter und Betroffener in Deutschland heraus.
Die Bundesarbeitsgemeinschaft kommunaler Frauen- und Gleichstellungsbeauftragter beruft sich auf Schätzungen von Terre des Femmes, denen zufolge in Deutschland etwa 23.000 Frauen und Mädchen leben würden, die Opfer von Genitalverstümmelungen wurden oder davon bedroht seien.
Obwohl die Praxis der Beschneidung weiblicher Genitalien seit über tausend Jahren bestehe, sehe die WHO eine Chance, dass sie innerhalb einer Generation enden könne. Andererseits stünden bis zum Jahr 2030 weltweit 68 Millionen Mädchen in dem Risiko, genital beschnitten zu werden, so die Vereinten Nationen (UN). Sie rufen zum Ende der Genitalverstümmelungen bis 2030 auf.
Die UN stellt auf einer gesonderten Website (United Nations Population Fund) Informationen über die weibliche Genitalverstümmelung bereit und beschrieb im Februar 2019 fünf wenig beachtete Aspekte dieser Praktik:
1. Sie erscheint in zahlreichen Varianten.
2. Sie entsteht und wird aufrechterhalten durch die Ungleichheit der Geschlechter.
3. Sie ist kein Problem von anderen Orten („over there“).
4. Sie ist weder sicher noch frei von ernsthaften gesundheitlichen Risiken.
5. Es ist möglich, sie abzuschaffen.

Die Praktiken der Genitalverstümmelungen beschrieb unter anderem die Menschenrechtsaktivistin und Autorin Waris Dirie in ihrem autobiografischen Roman Desert Flower, der später unter dem gleichnamigen Titel (Wüstenblume) verfilmt wurde.
Dan mon O’Dey entwickelte als Facharzt für Plastische Chirurgie spezifische operative Methoden zur Rekonstruktion des Genitales von Opfern weiblicher Genitalverstümmelung und gründete in Aachen ein Zentrum für rekonstruktive Chirurgie weiblicher Geschlechtsmerkmale.